# Sauzay (Isenay)
Pour les articles homonymes, voir Sauzay.
Sauzay est une ancienne commune éphémère française du département de la Nièvre. Elle n'a existé que quelques années ; en 1796 elle est rattachée à Isenay.